# 忠隈駅
 忠隈駅（ただくまえき）は、かつて福岡県嘉穂郡穂波村忠隈（現・飯塚市）にあった、運輸省（省鉄）筑豊本線の貨物駅（廃駅）である。貨物支線の廃線に伴い、1945年（昭和20年）6月10日に廃駅となった。

## 歴史
- 1898年（明治31年）3月29日：九州鉄道により開業[1]。
- 1907年（明治40年）7月1日：国有化[1]。
- 1945年（昭和20年）6月10日：貨物支線の廃線に伴い廃止[1]。飯塚駅に併合（同駅構内として存続）[1]。

## 隣の駅
運輸省（省鉄）
筑豊本線（貨物支線）
飯塚駅 - 忠隈駅